# Xã Cobb, Quận Franklin, Arkansas
Xã Cobb (tiếng Anh: Cobb Township) là một xã thuộc quận Franklin, tiểu bang Arkansas, Hoa Kỳ. Năm 2010, dân số của xã này là 2022 người.